# Lekkoatletyka na Letnich Igrzyskach Olimpijskich 1984 – skok w dal kobiet
Skok w dal kobiet podczas XXIII Letnich Igrzysk Olimpijskich w Los Angeles rozegrano 8 (kwalifikacje) i 9 sierpnia 1984 (finał) na stadionie Los  Angeles Memorial Coliseum. Zwyciężczynią została reprezentantka Rumunii Anișoara Stanciu.  

## Rekordy

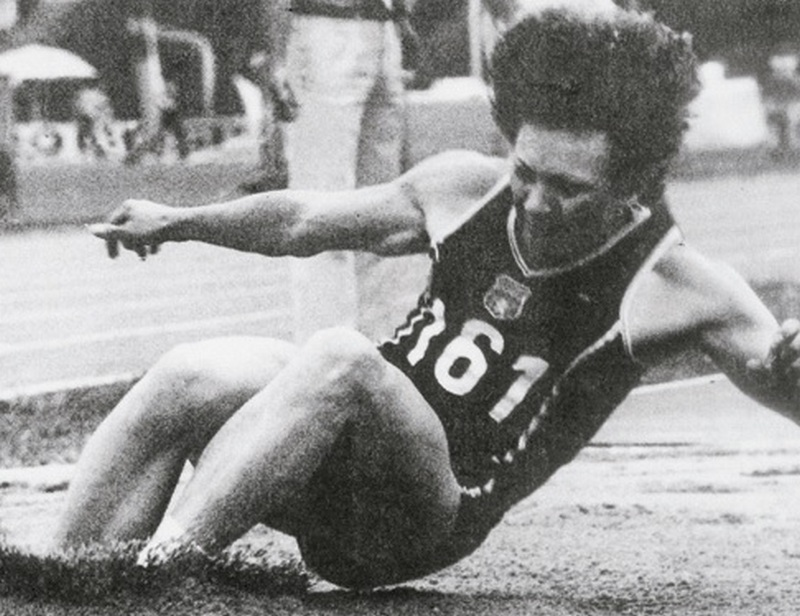
Anișoara Stanciu

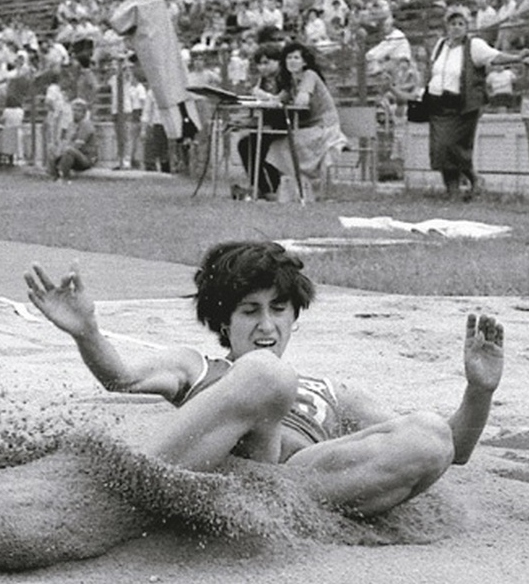
Vali Ionescu

|                   | Zawodniczka       | Narodowość | Wynik | Data                | Miejsce   |
| ----------------- | ----------------- | ---------- | ----- | ------------------- | --------- |
| Rekord świata     | Anișoara Cușmir   | Rumunia    | 7,43  | 4 czerwca 1984(dts) | Bukareszt |
| Rekord olimpijski | Tatjana Kołpakowa | ZSRR       | 7,06  | 31 lipca 1980(dts)  | Moskwa    |

## Wyniki
| Poz. - pozycja |
| – rekord świata \| – rekord krajowy \| – rekord życiowy \| = – wyrównany rekord życiowy \| · – najlepszy wynik w sezonie \| = – wyrównany najlepszy wynik w sezonie \| – rekord olimpijski |
| Fn – falstart \| DNF – nie ukończyła \| DNS – nie wystartowała \| DSQ – zdyskwalifikowanya                                                                                                 |

### Kwalifikacje
Minimum kwalifikacyjne wynosiło 6,50 m.
| Poz. | Grupa | Zawodniczka         | Reprezentacja     | Próby | Próby | Próby | Wynik | Uwagi |
| Poz. | Grupa | Zawodniczka         | Reprezentacja     | 1     | 2     | 3     | Wynik | Uwagi |
| ---- | ----- | ------------------- | ----------------- | ----- | ----- | ----- | ----- | ----- |
| 1.   | A     | Jackie Joyner       | Stany Zjednoczone | x     | 6,76  | –     | 6,76  | Q     |
| 2.   | A     | Anișoara Stanciu    | Rumunia           | 6,69  | –     | –     | 6,69  | Q     |
| 3.   | B     | Susan Hearnshaw     | Wielka Brytania   | 6,64  | –     | –     | 6,64  | Q     |
| 4.   | A     | Robyn Lorraway      | Australia         | 6,61  | –     | –     | 6,61  | Q     |
| 5.   | B     | Vali Ionescu        | Rumunia           | 6,32  | 6,60  | –     | 6,60  | Q     |
| 6.   | B     | Carol Lewis         | Stany Zjednoczone | x     | 6,55  | –     | 6,55  | Q     |
| 7.   | A     | Linda Garden        | Australia         | 6,49  | 6,22  | 6,00  | 6,49  | q     |
| 8.   | A     | Dorothy Scott       | Jamajka           | 6,16  | 6,02  | 6,47  | 6,47  | q     |
| 9.   | B     | Glynis Nunn         | Australia         | 6,23  | 6,41  | 6,28  | 6,41  | q     |
| 10.  | B     | Angela Thacker      | Stany Zjednoczone | 6,36w | x     | 6,16  | 6,36w | q     |
| 11.  | B     | Snežana Dančetović  | Jugosławia        | 6,21  | 6,06  | 6,22  | 6,22  | q     |
| 12.  | B     | Shonel Ferguson     | Bahamy            | x     | 6,19  | x     | 6,19  | q     |
| 13.  | A     | Jennifer Innis      | Gujana            | 5,76  | 6,17  | 5,84  | 6,17  |       |
| 14.  | B     | Annette Tånnander   | Szwecja           | x     | 6,05w | 6,16  | 6,16  |       |
| 15.  | B     | Liao Wenfen         | Chiny             | 6,16  | 5,96  | 6,00  | 6,16  |       |
| 16.  | A     | Maya Benzoor        | Izrael            | 6,07  | 6,04  | 6,03  | 6,07  |       |
| 17.  | B     | Jacinta Bartholomew | Grenada           | 6,07  | 5,84  | 5,77  | 6,07  |       |
| 18.  | A     | Conceição Geremias  | Brazylia          | x     | 5,81  | 6,04  | 6,04  |       |
| 19.  | B     | Esmeralda Garcia    | Brazylia          | x     | 6,01  | x     | 6,01  |       |
| 20.  | A     | Elma Muros          | Filipiny          | 5,57  | 5,64  | x     | 5,64  |       |
| 21.  | A     | Madeline de Jesús   | Portoryko         | 5,53  | 5,63  | 5,58  | 5,63  |       |
| 22.  | A     | Sarinee Phenglaor   | Tajlandia         | 5,38  | 5,47  | 5,51  | 5,51  |       |
| 23.  | B     | Marie-Ange Wirtz    | Seszele           | 5,21  | 5,15  | 5,10  | 5,21  |       |
| –    | B     | Tineke Hidding      | Holandia          |       |       |       | DNS   |       |

### Finał
| Poz. | Zawodniczka        | Reprezentacja     | Próby | Próby | Próby | Próby | Próby | Próby | Wynik |
| Poz. | Zawodniczka        | Reprezentacja     | 1     | 2     | 3     | 4     | 5     | 6     | Wynik |
| ---- | ------------------ | ----------------- | ----- | ----- | ----- | ----- | ----- | ----- | ----- |
| 01 ! | Anișoara Stanciu   | Rumunia           | 6,80  | 6,68  | x     | 6,96  | 6,89  | x     | 6,96  |
| 02 ! | Vali Ionescu       | Rumunia           | 6,69  | 6,67  | x     | 6,52  | 6,81  | x     | 6,81  |
| 03 ! | Susan Hearnshaw    | Wielka Brytania   | 6,80w | 6,75  | 6,55  | 6,67w | 6,74  | 6,64  | 6,80w |
| 4.   | Angela Thacker     | Stany Zjednoczone | 6,32  | x     | 6,65  | 6,78w | x     | 6,70  | 6,78w |
| 5.   | Jackie Joyner      | Stany Zjednoczone | x     | 6,72  | x     | 6,77  | x     | x     | 6,77  |
| 6.   | Robyn Lorraway     | Australia         | x     | 6,67  | 6,43  | x     | 6,62  | 6,43  | 6,67  |
| 7.   | Glynis Nunn        | Australia         | 6,45  | 6,37  | 6,39  | –     | 6,53w | 6,27  | 6,53w |
| 8.   | Shonel Ferguson    | Bahamy            | 6,44  | 6,13  | x     | 6,41  | 6,20  | 6,31  | 6,44  |
| 9.   | Carol Lewis        | Stany Zjednoczone | 6,21  | x     | 6,43  | NQ    | NQ    | NQ    | 6,43  |
| 10.  | Dorothy Scott      | Jamajka           | 6,03  | 5,89  | 6,40  | NQ    | NQ    | NQ    | 6,40  |
| 11.  | Linda Garden       | Australia         | x     | 5,89  | 6,30  | NQ    | NQ    | NQ    | 6,30  |
| 12.  | Snežana Dančetović | Jugosławia        | 5,28  | 5,88  | 5,88  | NQ    | NQ    | NQ    | 5,88  |